# Phaeolita gyasalis
Phaeolita gyasalis là một loài bướm đêm trong họ Noctuidae.